# Даште Лут
Пустиња Лут, у широј зони Дашт-е Лут (персијски: دشت لوت, "Обична празнина"), велика је пустиња соли која се налази у провинцијама Керман и Систан као и Балучистан, у Ирану. То је 25-та по величини пустиња на свету и уврштена је на УНЕСКО-ову листу светске баштине 17. јула 2016. Површина њеног песка мерена је на температурама од 70 °C (158 °F), што је чини једним од најсушнијих и најтоплијих места на свету.

## Опис
Иран је климатски део афро-азијског појаса пустиња, који се протеже од Зеленортских Острва до западне Африке, све до Монголије. Пачаста, издужена, светла боја у првом плану (паралелно са планинским ланцем) је најсеверније од сушних језера Дашта, која се протежу на југу 300 km (190 mi). У скоро тропским пустињама повишена подручја узимају већину падавина. Као резултат тога, пустиња је у великој мери абиотска зона.
Географија Ирана састоји се од висоравни окружене планинама и подељене на дренажне базене. Даште Лут је један  од највећих пустињских базена, дугачак 480 километара и ширине 320 километара , а сматра се једним од најсушнијих места на Земљи.
Површина пустиње је око 51.800 km2 (20.000 sq mi). Други велики слив је Даште Кавир. Током пролећне влажне сезоне вода се кратко спушта са Керманских планина, али убрзо пресуши, остављајући иза себе само камење, песак и со. Источни део Даште Лута је ниска висораван прекривена сланим површинама. Супротно томе, центар је ветар исклесао у низ паралелних гребена и бразди, који се простирају на преко 150 km (93 mi) и достижу 75 метара висине. Ово подручје је такође препуно јама и пећина. Југоисток чини велика печана маса, попут сахарског ерга, са динама високим 300 метара,које су међу највишим на свету.

## Геологија
Према једном истраживању више од половине површине пустиње прекривено је вулканским стенама. Природне наслаге соли се могу приметити током врућих периода.

## Најтоплија површина земље
Мерења МОДИС-а (Спектрорадиометар за снимање умерене резолуције) инсталирана на НАСА-ином Акуа сателиту од 2003. до 2010. године сведоче да се најтоплија копнена површина на Земљи налази у Даште Луту, а температуре копна овде досежу 70,7 °C (159,3 °F). температура ваздуха је хладнија. Прецизност мерења је 0,5 К до 1 К.

Најтоплији део Даште Лута је Гандом Берјан, велика висораван прекривена тамном лавом, површине око 480 квадратних километара. Према локалној легенди, име (у преводу са персијског - „Спржена пшеница“) потиче од несреће у којој је у пустињи остављен товар пшенице, коју је након неколико дана врућина спалила.